# Szojuz TMA–16M
A Szojuz TMA–16M a Szojuz TMA–M orosz háromszemélyes szállító/mentőűrhajó űrrepülése 2015-ben a Nemzetközi Űrállomáshoz. Ez a Szojuz típus 125. repülése 1967-es első startja óta. A Nemzetközi Űrállomás (ISS) 43. személyzetének három tagját szállította az űrállomásra. 2015 szeptemberéig, a 44. személyzet visszatéréséig az ISS-hez kapcsolódva maradt, mint mentőűrhajó.

## Küldetés

### Indítás
A küldetés startja 2015. március 27-én, magyar idő szerint 20 óra 42 perckor a kazahsztáni bajkonuri űrrepülőtér 1-es indítóállásából – ahonnan 1961-ben Jurij Gagarin is elindult a világűrbe – sikeresen megtörtént. Az utóbbi időben már rendszeresen végrehajtott „gyorsmegoldással” hat órán belül jutottak el az űrállomáshoz.

### Dokkolás
A dokkolás a Nemzetközi Űrállomás (ISS) Poiszk moduljához 4 Föld körüli keringés, pontosan 5 óra 51 perc repülési idő után, magyar idő szerint 2015. március 28-án hajnali 2 óra 33 perckor rendben megtörtént. A zsilipkamrát a dokkolás után pontosan 2 órával, magyar idő szerint 4 óra 33 perckor nyitották ki és találkozhattak az űrállomás 43. személyzetének három tagjával (Anton Skaplerov, Samantha Cristoforetti és Terry Virts), akik a Szojuz TMA–15M fedélzetén jutottak fel.

### Áthelyezés
Az űrhajót pontosan 5 hónappal az űrállomáshoz való kapcsolódása után, 2015. augusztus 28-án a Poiszk modulról áthelyezték a Zvezda modulra. Minderre azért volt szükség, hogy helyet adjanak a néhány nap múlva érkező Szojuz TMA–18M űrhajónak, amely szintén a Poiszk modulhoz kapcsolódott. A műveletet bonyolította, hogy a Poiszk modul a Föld felé néző oldalán van az űrállomásnak, míg a Zvezda szervizmodul dokkolóhelye pontosan a másik oldalon.

### Visszatérés
Az űrhajó 2015. szeptember 12-én, magyar idő szerint hajnali 2 óra 51 perckor a kazahsztáni sztyeppén ért Földet.

## Jellemzői
Gennagyij Padalka a szokásos féléves küldetése után új összesített időtartamrekordot fog felállítani 878 nap űrben töltött idővel.
Mihail Kornyijenko és Scott Kelly közel egy éven (pontosan 342 napon) át tartó hosszú távú űrrepülésre indult, melynek során korszerű kutatási módszerekkel, nemzetközi kutatócsoportok közreműködésével arra keresik majd a választ, hogyan reagál az emberi szervezet a hosszú ideig tartó súlytalanságra, szem előtt tartva a jövőben esetleg megvalósuló emberes Mars-utazást.
Kihasználva a különleges lehetőséget, hogy Scott Kelly ikertestvére, Mark Kelly is űrhajós, az elkövetkező év során egy sor kontrollkísérletet rajta is elvégeznek majd a Földön. A kutatók egyidejűleg fognak genomikai, molekuláris, élettani és egyéb adatokat gyűjteni az űrutazáson részt vevő Scott-tól, valamint a Földön maradó egypetéjű ikerpárjától, a nyugalmazott űrhajós Marktól. A kettejük közti különbségekből azt próbálják majd kiolvasni, miként birkózik meg a szervezet az extrém körülményekkel.
Abból, mely gének kapcsolódnak ki vagy be az űrutazás során, a tudósok jobb bepillantást nyerhetnek az élettani alkalmazkodás hátterében álló genetikai útvonalakra. Mivel az így nyert tudás olyan orvostudományi alapkérdéseket érint, mint az öregedés vagy a betegség, a kísérlet jóval több, mint egyszerű játék az ikrek genetikai azonosságával.

## Személyzet
| pozíció            | űrhajós a felszállásnál                                           | űrhajós a visszatérésnél                                   |
| ------------------ | ----------------------------------------------------------------- | ---------------------------------------------------------- |
| parancsnok         | Gennagyij Padalka, RKA 43. alaplegénység ötödik űrrepülése        | Gennagyij Padalka, RKA 43. alaplegénység ötödik űrrepülése |
| fedélzeti mérnök 1 | Mihail Kornyijenko, RKA 43. alaplegénység második űrrepülése      | Andreas Mogensen, ESA Szojuz TMA–18M első űrrepülése       |
| fedélzeti mérnök 2 | Scott Kelly, NASA 43. alaplegénység negyedik és utolsó űrrepülése | Ajdin Aimbetov, KazKoszmosz Szojuz TMA–18M első űrrepülése |

### Tartalék személyzet
| pozíció            | űrhajós                |
| ------------------ | ---------------------- |
| parancsnok         | Alekszej Ovcsinin, RKA |
| fedélzeti mérnök 1 | Szergej Volkov, RKA    |
| fedélzeti mérnök 2 | Jeffrey Williams, NASA |

## Galéria

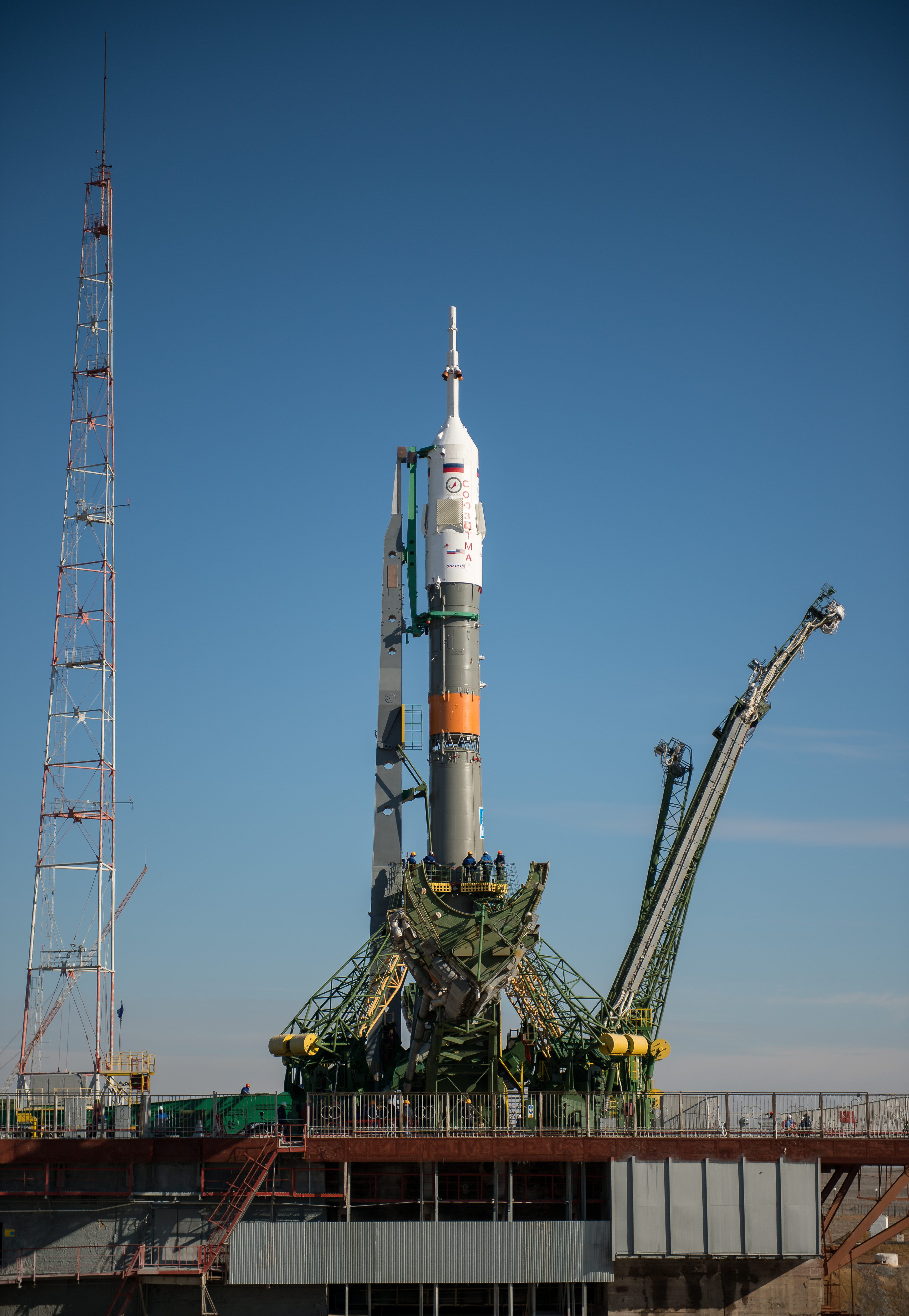
A Szojuz TMA–16M rakéta, a kilövőállásra szerelés közben, 2015. március 25-én.
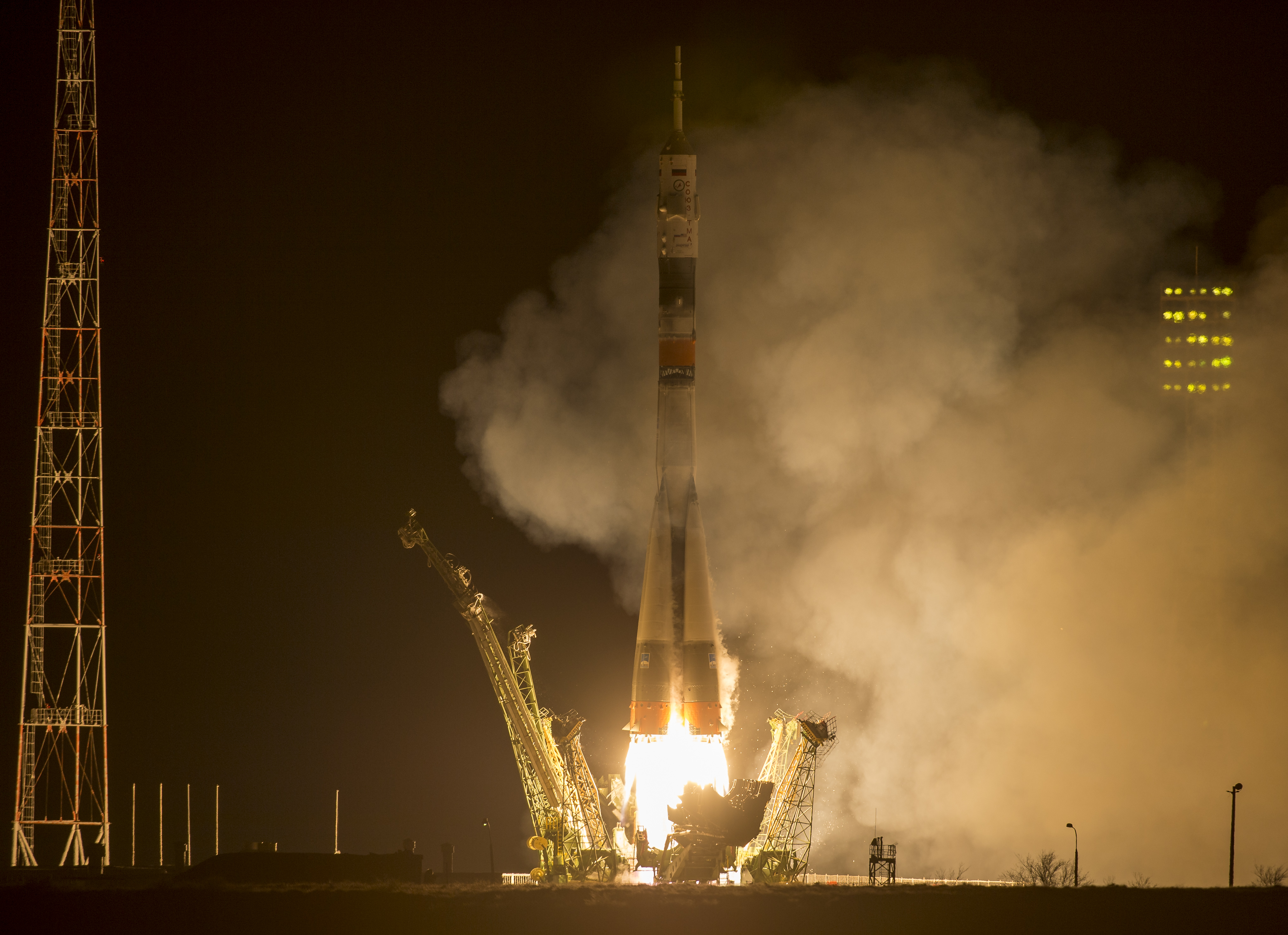
A Szojuz TMA–16M startja a Bajkonuri űrrepülőtérről.
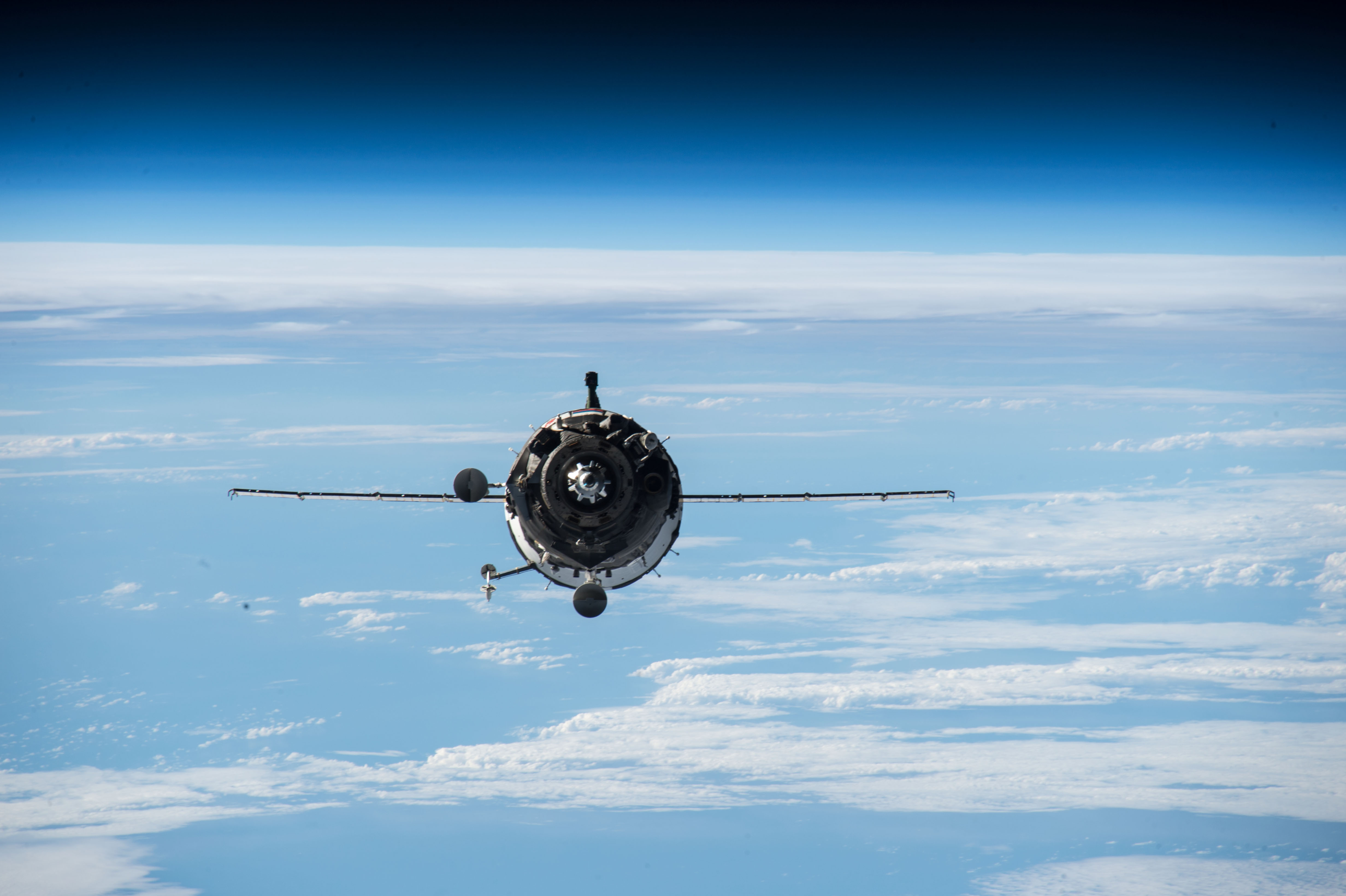
A Szojuz TMA–16M a Nemzetközi Űrállomás megközelítése közben 2015. március 28-án.
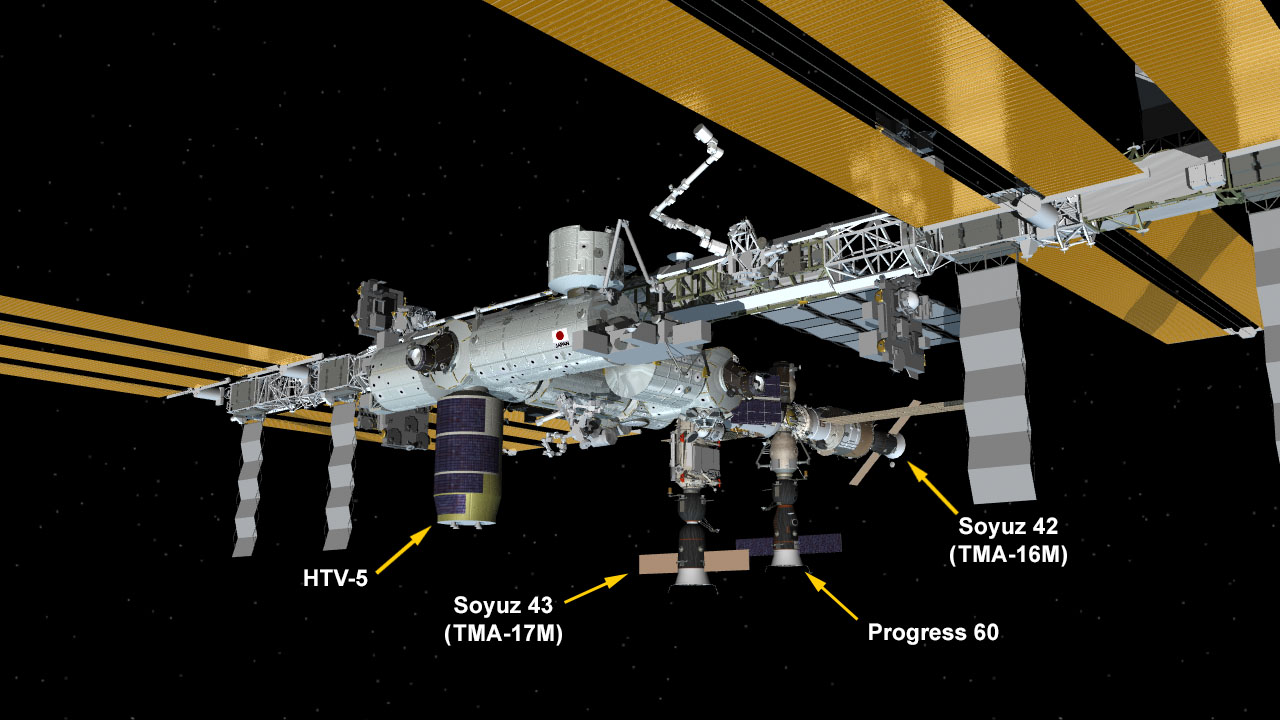
Videó a Szojuz TMA–16M űrhajó áthelyezési műveletéről a Nemzetközi Űrállomás Poiszk moduljáról a Zvezda szervizmodulra 2015. augusztus 28-án.
- A Szojuz TMA–16M helye a Nemzetközi Űrállomáshoz kapcsolódva, miután áthelyezték a Zvezda szervizmodulra a Szojuz TMA–17M érkezése előtt.